# 关族图书馆
关族图书馆，位于中国广东省江门市开平市赤坎镇堤西路50号。1983年公布为开平市文物保护单位，历史年代为1930年。2002年7月17日作为赤坎旧镇近代建筑群的子项公布为第四批广东省文物保护单位。